# From Me to You
«From Me to You» es una canción de la banda británica de rock The Beatles compuesta por el tándem Lennon/McCartney y que fue lanzada como sencillo el 11 de abril de 1963. Fue grabada el 5 de marzo de 1963 en los EMI Studios de Londres. En el lado B se incluyó «Thank You Girl». 
Esta canción fue la primera del grupo que alcanzó el n.º 1 en algunas listas de Reino Unido y la última en acreditarse a McCartney—Lennon; en adelante las canciones aparecerían acreditadas a Lennon—McCartney.

## Composición
Lennon y McCartney comenzaron a escribirla mientras iban en autobús hacia Shrewsbury en medio de su gira con Helen Shapiro. El título estaba inspirado por la sección de cartas del  New Musical Express, que ellos estaban leyendo: «From You to Us» («de ustedes para nosotros»). McCartney notó que en muchas de sus tempranas canciones tendían a usar la palabra «I» («yo»), «me» («mi») y «you» («tú»), en una manera de hacerlas «más directas y personales».

## Melodía
«From Me to You» comprende cinco estrofas y dos estribillos. La forma es: Intro, AAB, AAB, B, Coda. La primera mitad de la cuarta estrofa es instrumental. La última mitad de cada estrofa es un mini-estribillo, mientras que las letras de los estribillos son idénticas.

## En directo
«From Me to You» fue interpretada en directo por el grupo en casi todos los conciertos celebrados en las diferentes giras que hicieron en 1963 y 1964. A partir de 1965 ya no se la incluyó en el repertorio en directo del grupo.
Paul McCartney recuperó la canción en 2018 para su gira Freshen Up Tour, 54 años después de haberse tocado por última vez en un concierto de los Beatles.

## Personal
- John Lennon — voz principal, guitarra acústica (Gibson J-160e), armónica (Höhner Chromatic).
- Paul McCartney — voz principal, bajo (Höfner 500/1 61´).
- George Harrison — guitarra acústica (Gibson J-160e) y eléctrica (Gretsch Duo Jet).
- Ringo Starr — batería (Premier Duroplastic Mahoganny).

Productor: George Martin
Ingeniero de grabación: Norman Smith

## Posición en las listas
| Año  | País           | Lista               | Posición | Semanas n.º 1 | Semanas en lista |
| ---- | -------------- | ------------------- | -------- | ------------- | ---------------- |
| 1963 | Reino Unido    | Record Retailer     | 1        | 7             | 21               |
| 1963 | Reino Unido    | New Musical Express | 1        | 6             |                  |
| 1963 | Reino Unido    | Melody Maker        | 1        | 6             | 20               |
| 1964 | Estados Unidos | Billboard Hot 100   | 41       | —             | 6                |
| 1964 | Estados Unidos | Record World        |          | —             |                  |
| 1964 | Estados Unidos | Cash Box            | 46       | —             |                  |